# 施万多夫县
施万多夫县（Landkreis Schwandorf）是德国巴伐利亚州的一个县，隶属于上普法尔茨行政区，首府施万多夫。

## 華語譯名
由於兩岸對於德國行政區「Landkreis」翻譯的不同，台灣稱為「施萬多夫郡」；中國大陸稱為「施万多夫县」。

## 地理
施万多夫县北面与瓦尔德纳布河畔诺伊施塔特县，东北面与捷克的比尔森州，东面与卡姆县，南面与雷根斯堡县，西南面与诺伊马克特县，西面与安贝格-苏尔茨巴赫县相邻。